# Bettingen
Bettingen je obec ležící ve švýcarském kantonu Basilej-město. Žije zde přes 1000 obyvatel. Bettingen je spolu s městem Basilej a Riehenem jednou ze tří obcí kantonu Basilej-město. 

## Geografie
Bettingen se nachází na severozápadě Švýcarska, severovýchodně od Basileje, do jehož aglomerace patří. 
Obec se skládá ze dvou různých místních částí: první je vlastní obec Bettingen, bývalá alemanská zemědělská osada, což je zřejmé z typické koncovky názvu -ingen. Obec leží v kotlině mezi okolními výšinami. Druhá osada je Chrischonahöhe, která se rozkládá kolem poutního střediska St. Chrischona (založeno 1840) na jednom z kopců. Již v roce 1356 byl na výšině postaven kostel zasvěcený svatému Chrischonovi. Od roku 1925 se v oblasti nachází nemocnice a domovy důchodců.
Katastr obce má rozlohu 2,23 km². Z této rozlohy je 0,76 km², tj. 34,1 %, využíváno pro zemědělské účely, zatímco 1 km², tj. 44,8 %, je zalesněno. Ze zbývající plochy je 0,42 km² neboli 18,8 % zastavěno (budovy nebo silnice).
Dominantou Bettingenu je telekomunikační věž Swisscom-Sendeturm St. Chrischona, která se nachází na vrchu Chrischonahöhe. S výškou 250 metrů jde o nejvyšší volně stojící stavbu ve Švýcarsku.

## Historie

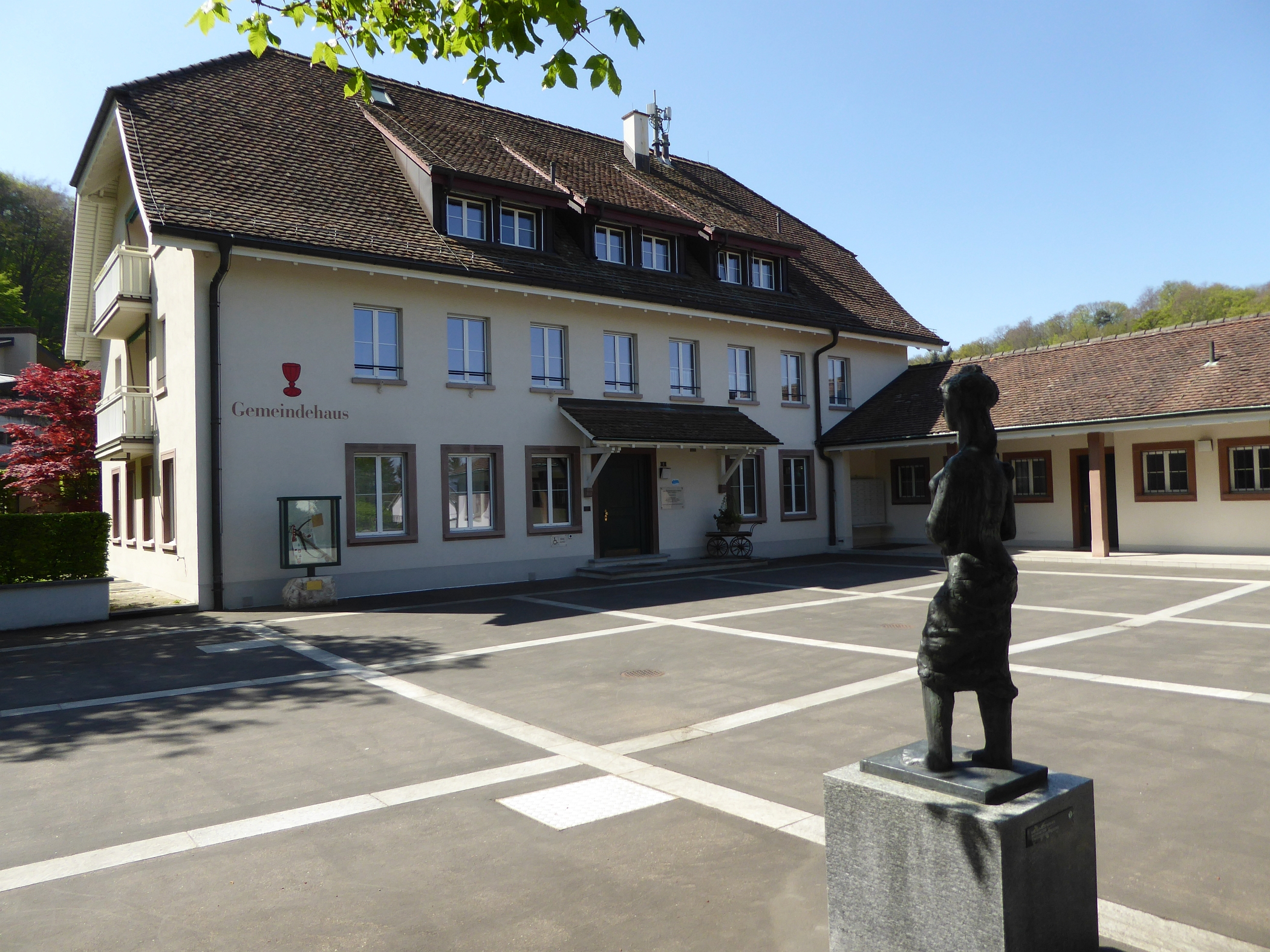
Obecní úřad v Bettingenu

Bettingen je poprvé připomínán již v roce 777. 2. března 1513 koupilo město Basilej od bratrů Christoffela a Hannse Truchsässen von Wolhusen vesnici Betticken. Kupní cena činila 800 guldenů. Tento kupní akt je důvodem, proč Bettingen v současnosti patří ke Švýcarské konfederaci. Bettingen si vytvořil vlastní obecní úřad, který byl v roce 1627 spojen s úřadem v Riehenu.
Obyvatelé se živili zemědělstvím a vinařstvím, které doplňovalo domácí tkalcovství (plátenictví, v 18. století lemování). Za Helvétské republiky patřil Bettingen k okresu Basilej, v letech 1803–1815 pak k okresu Liestal.
Po rozdělení kantonů v roce 1833 byl Bettingen spolu s dalšími obcemi na pravém břehu Rýna, Riehenem a Kleinhüningenem, připojen ke kantonu Basilej-město.
V roce 1840 se na Svatém Chrischonu usadila pietistická „poutní misie“.
V roce 1894 přišel basilejský inženýr Wilhelm Hetzel s myšlenkou železniční tratě do místní části St. Chrischona, která však nebyla realizována, přestože v roce 1897 bylo vydáno stavební povolení.

## Obyvatelstvo
| Vývoj počtu obyvatel | Vývoj počtu obyvatel | Vývoj počtu obyvatel | Vývoj počtu obyvatel | Vývoj počtu obyvatel | Vývoj počtu obyvatel | Vývoj počtu obyvatel | Vývoj počtu obyvatel | Vývoj počtu obyvatel | Vývoj počtu obyvatel | Vývoj počtu obyvatel | Vývoj počtu obyvatel | Vývoj počtu obyvatel | Vývoj počtu obyvatel | Vývoj počtu obyvatel | Vývoj počtu obyvatel | Vývoj počtu obyvatel |
| -------------------- | -------------------- | -------------------- | -------------------- | -------------------- | -------------------- | -------------------- | -------------------- | -------------------- | -------------------- | -------------------- | -------------------- | -------------------- | -------------------- | -------------------- | -------------------- | -------------------- |
| Rok                  | 1774                 | 1815                 | 1850                 | 1900                 | 1920                 | 1941                 | 1950                 | 1960                 | 1970                 | 1980                 | 1990                 | 2000                 | 2008                 | 2010                 | 2015                 |                      |
| Počet obyvatel       | 193                  | 233                  | 279                  | 490                  | 505                  | 441                  | 553                  | 765                  | 1062                 | 1161                 | 1069                 | 1151                 | 1175                 | 1165                 | 1205                 |                      |

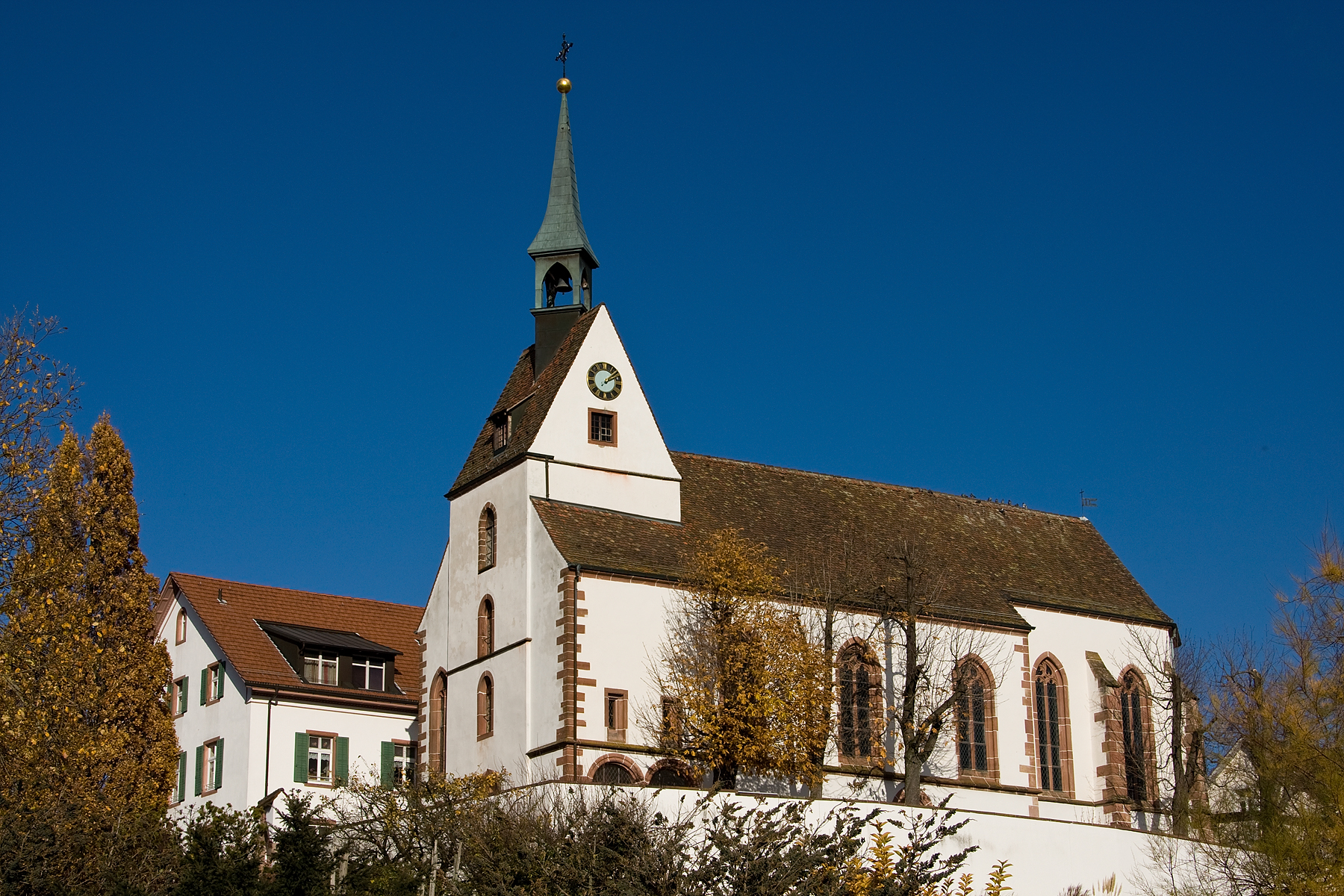
Kostel v Bettingenu

Úředním jazykem v Bettingenu je němčina. Dle statistiky z roku 2000 hovořila německy většina obyvatel (celkem 1091, tj. 94,8 %), druhým nejčastějším jazykem byla francouzština (13, tj. 1,1 %) a třetím angličtina (10, tj. 0,9 %). Podíl cizinců (obyvatel přihlášených k trvalému pobytu, avšak bez švýcarského občanství) činil v Bettingenu v roce 2019 24,8 %.